# چار ممانیا
چار ممانیا (به لاتین: Char Memania) یک روستا در بنگلادش است که در استان باریسال و در ناحیه باریسال واقع شده است.